# 蒙州 (西魏)
蒙州，中国南北朝时设置的州。
西魏设置蒙州，西魏废帝三年（554年）西魏改南广州设置淯州。治所在北淯郡武川县（今河南省南阳市南召县东南）。北周辖境相当今河南南召县一带。下辖北淯郡、雉阳郡。北淯郡下辖武川县，雉阳郡下辖向城县、北雉县。隋文帝开皇三年（583年）废郡，属县直属蒙州。仁寿年间，蒙州改为豳州。